# Häradsskrivare
Häradsskrivare kallades i Sverige åren 1918–1966 chefen över ett fögderi, vars verksamhet mellan 1967 och 1990 organiserades i lokala skattemyndigheter inom fögderierna. 
Före 1918 var häradsskrivaren ansvarig för att underhålla jordeböckerna och skapa mantalslängder som användes för den lokala skatteuppbörden, men han var då inte chef för fögderiet, utan det var istället en kronofogde.
Häradsskrivaren var en tjänsteman underställd länsstyrelsen.
I Gamla Finland 1744–1783 och 1797–1812 var häradsskrivaren den ledande tjänsteman i lantkommissariaten vid sidan av lantkommissarien, det vill säga kronofogden, med samma uppgifter som häradsskrivarna hade i den svenska länsförvaltningen, det vill säga förandet av lantkommissariatets räkenskapsböcker och skattelängder. Innan magistraterna avskaffades 2020 i Finland var häradsskrivaren chefen för en magistrat.

## Bilder

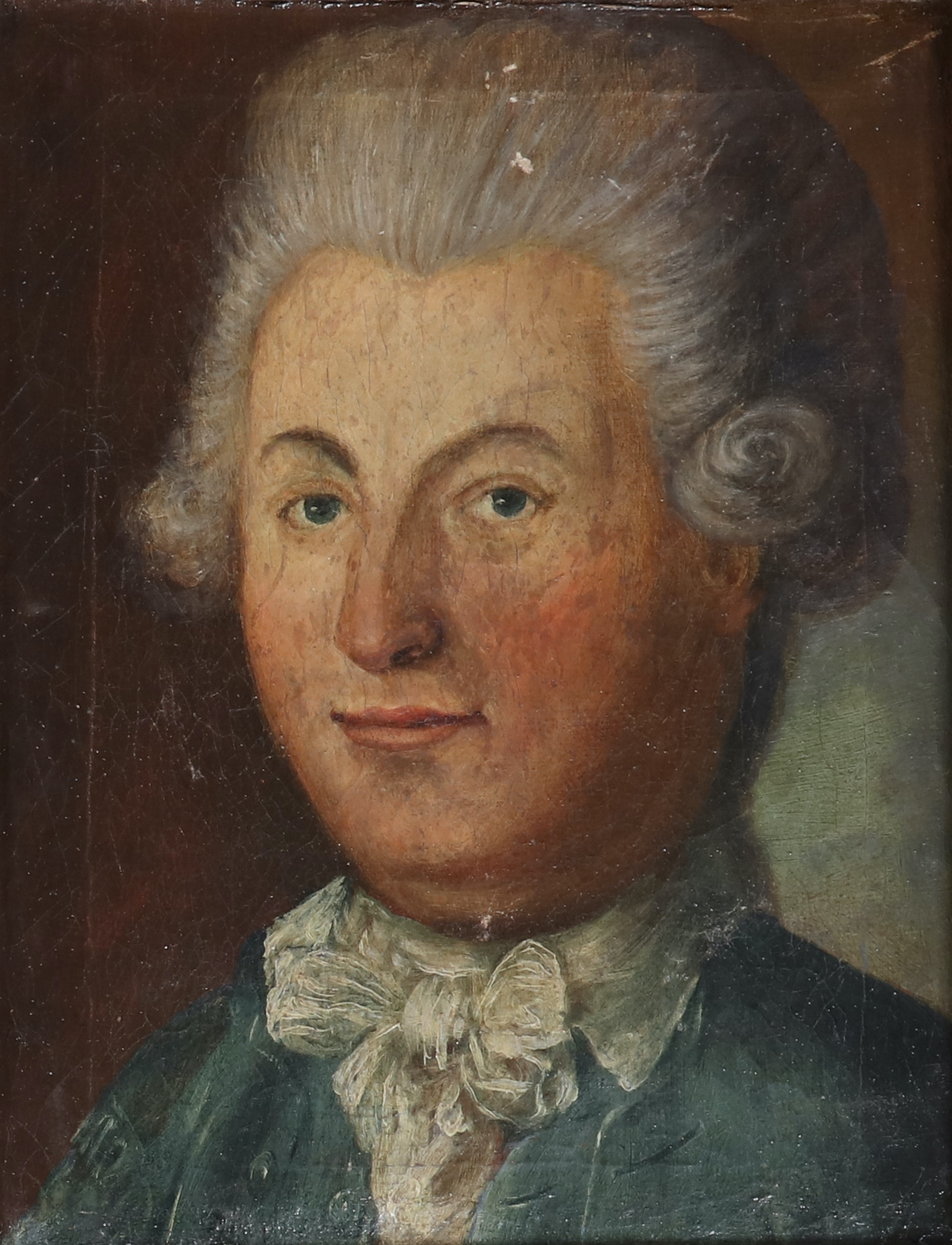
Häradsskrivare Anders Lindergren i Norra Vedbo härad, avporträtterad 1790.